# 渡辺利綱
渡辺 利綱（わたなべ としつな）は、江戸時代前期の武士（旗本の嫡男）。

## 略歴
寛永15年（1638年）、後に武蔵国野本藩主となる渡辺吉綱の次男として誕生した（吉綱は近綱の生前にはまだ旗本であった）。
兄・近綱が早世したため嫡子となり、承応元年（1652年）、徳川家綱に御目見する。しかし明暦3年（1657年）に20歳で早世した。
代わって、弟・方綱が嫡子となった。